# فرانك جيبسون
فرانك جيبسون (بالإنجليزية: Frank Gibson)‏ هو سياسي أسترالي، ولد في 11 يوليو 1878، وتوفي في 31 ديسمبر 1965. انتخب عضو الجمعية التشريعية لأستراليا الغربية وانتخب Mayor of Fremantle ‏ (1926 – 1951) وانتخب Mayor of Fremantle ‏ (1919 – 1923).